# 羅子恆
羅子恆（遊戲代號：Baconjack；中文：培根傑克，1998年2月27日—），台灣前職業電子競技選手、前實況主。他效力於業餘隊Stay Forsty時逐漸嶄露頭角，2017年加入閃電狼旗下的鬥陣特攻職業隊，贏得了鬥陣特攻太平洋職業錦標賽（OPC）第一季、第二季的冠軍及亞軍，且有著台灣最強閃光的稱號。一度因戰隊需求轉戰絕地求生，近一年後加盟守望先锋联赛成都獵人隊。此外，他兩度代表台灣以中華台北參加鬥陣特攻世界杯。2020年10月16日，宣布退役。

## 選手生涯
羅子恆踏入職業電競前是鬥陣特攻業餘戰隊Stay Forsty的成員，2016年羅子恆與隊友贏得了台港澳公開賽的冠軍，使羅子恆以他的遊戲暱稱Baconjack備受矚目，他也持續在鬥陣特攻各賽事上大放光彩後，2017年初加入了職業電競隊伍閃電狼旗下的鬥陣特攻戰隊。
加入閃電狼的同一年，羅子恆以閃光為主要遊玩角色，幫助閃電狼先後贏得了OPC第一季、第二季的冠軍及亞軍。此外羅子恆還連同全隊隊友代表台灣以中華台北隊之名角逐鬥陣特攻世界盃2017，且於32強小組賽脫穎而出，最終止步16強。在OPC與國際賽的種種表現使羅子恆有了「台灣最強閃光」的稱號。閃電狼成軍後數次締造佳績，後來管理層於2018年將鬥陣特攻戰隊改以絕地求生為比賽項目，羅子恆因此隨著戰隊轉戰絕地求生。
羅子恆轉練絕地求生後因自己進步不足；也對遊戲不感興趣，於是透過獲得守望先锋联赛新軍成都獵人隊延攬的教練Ray牽線，一同加盟了該隊，並在隊上擔任輸出型選手。
鬥陣特攻世界盃2019，再度入選中華台北隊。該屆賽事採取單淘汰賽制，中華台北隊以1比3輸給丹麥隊後，告別了該屆賽事。
2020年10月16日，羅子恆在Facebook上發布退役聲明。